# Эшрагян, Камран
Камран Эшрагян (англ. Kamran Eshraghian; 13 июня 1945, Иран) —  австралийский учёный-инженер в области микроэлектроники, доктор философии, профессор Университета Аделаиды, которого называют одним из «отцов сверхбольшой интегральной схемы» (СБИС, англ. VLSI).  

## Биография
Эшрагян родился 13 июня 1945 года в Иране.
Получил степени бакалавра технических наук, магистра инженерных наук и доктора философии в Университете Аделаиды, Южная Австралия, в 1969, 1977 и 1980 годах соответственно, а также степень доктора технических наук в Университете Ульма, Германия, в 2004 году за исследования в области интеграции наноэлектроники с технологией световых волн.
В 1979 году он присоединился к кафедре электротехники и электронной инженерии в Университете Аделаиды, после того как провёл около 10 лет в Philips Research, как в Австралии, так и в Европе. В 1994 году его пригласили занять кафедру Foundation Chair of Computer, Electronics and Communications Engineering в Западной Австралии, и он стал главой Школы инженерии и математики, а также почётным профессором университета. Затем стал директором Научно-исследовательского института электронной науки.
В 2004 году он основал Elabs как часть своего видения горизонтальной интеграции наноэлектроники с технологиями на основе биофотонов, тем самым создав новую область проектирования для интеграции System on System (SoS). В 2007 году он был обладателем инаугурационной кафедры Ferrero Family Chair in Electrical Engineering и приглашённым профессором инженерии в Калифорнийском университете в Мерседе до своего переезда в 2009 году в CBNU, Корея, в качестве почётного профессора для руководства инициативой World Class University. Он был соавтором 6 учебников, много читал лекции по очень крупномасштабным интегрированным и многотехнологичным системам и имеет более 40 патентов.

## Достижения
- соучредитель и член совета директоров Integrated Silicon Design Pty Ltd., Австралия (1983 – 1988);
- основатель и член совета директоров Transponder Australia Pty Ltd., Австралия (1984 – 1988);
- член совета директоров Intelligent Pixel Incorporation, США (1999 – 2002);
- основатель и президент ELabs Pty Ltd., Австралия (2004 – 2009);
- основатель и член совета директоров Planar Photonics Pty Ltd. (2004 – 2007);
- соучредитель и директор Innovation Labs Pty Ltd., Австралия (2006 – 2011);
- соучредитель и директор Intelligent LC Pty Ltd., Австралия (2007 – 2011);
- директор Центра технологий СБИС на основе арсенида галлия, Аделаида (1987 – 1993);
- председатель правления Школы инженерии и математики, Западная Австралия (1996 – 2003);
- директор Центра передового опыта в области микрофотоники, Западная Австралия (2003 – 2004);
- директор Научно-исследовательского института электроники, Западная Австралия (2004);
- директор инновационных лабораторий (2007 – 2011);
- директор Университета мирового класса (WCU), CBNU, Корея (2009 – 2012).

Профессор Эшрагян является действительным и пожизненным членом Института инженеров Австралии.